# Болгарська хокейна ліга 2016—2017
Болгарська хокейна ліга 2016—2017 — 65-й розіграш чемпіонату БХЛ. Регулярний чемпіонат стартував у 2016 році. В сезоні 2016—17 брали участь п'ять клубів.

## Регулярний сезон
| М  | Команда           | І  | В  | ВО | ПО | П | Ш     | О  |
| -- | ----------------- | -- | -- | -- | -- | - | ----- | -- |
| 1. | СК «Ірбіс Скейт»  | 10 | 10 | 0  | 0  | 0 | 84:21 | 30 |
| 2. | ЦСКА (Софія)      | 11 | 4  | 1  | 0  | 6 | 59:67 | 14 |
| 3. | «Славія» (Софія)  | 10 | 4  | 1  | 0  | 5 | 40:39 | 13 |
| 4. | НСА (Софія)       | 11 | 3  | 2  | 0  | 6 | 48:68 | 12 |
| 5. | «Левські» (Софія) | 4  | 0  | 0  | 0  | 4 | 0:36  | 0  |

Джерело: eurohockey

Скорочення: М = підсумкове місце, І = ігри, В = перемоги, ВО = перемога в овертаймі або по булітах, ПО = поразки в овертаймі або по булітах, П = поразки, Ш = закинуті та пропущені шайби, О = набрані очки

## Результати
- 06/12/2016 ЦСКА - Славія 5-4
- 13/12/2016 НСА - Ірбіс 2-13
- 20/12/2016 Славія - НСА 4-5
- 31/01/2017 ЦСКА - Ірбіс 5-6
- 07/02/2017 НСА - ЦСКА 5-6
- 14/02/2017 Ірбіс - Славія 2-0
- 16/02/2017 Славія - ЦСКА 8-1
- 21/02/2017 Ірбіс - НСА 3-0
- 23/02/2017 Славія - НСА 3-5
- 28/02/2017 Ірбіс - ЦСКА 8-0
- 02/03/2017 ЦСКА - НСА 4-5
- 07/03/2017 Славія - Ірбіс 5-9